# Pobuna Baixa de Cassanje
Pobuna Baixa de Cassanje (port.: Greve da Baixa do Cassange) smatra se prvim sukobom rata za neovisnost u Angoli i Portugalskog kolonijalnog rata u portugalskim Prekomorskim pokrajinama. Ustanak je započeo 3. siječnja 1961. u regiji Baixa do Cassanje, okrug Malanje, portugalska Angola. Do sljedećeg dana portugalske su vlasti uspješno ugušile pobunu. Dan 4. siječnja se danas obilježava kao državni praznik u Angoli, Dan mučenika kolonijalne represije (Dia dos Mártires da Repressão Colonial).

## Pobune

### 3. siječnja
Dana 3. siječnja 1961., poljoprivredni radnici zaposleni u Cotonangu, portugalsko-belgijskom poduzeću za plantaže pamuka, organizirali su prosvjed tražeći poboljšane radne uvjete. Prosvjed, koji je kasnije postao poznat kao pobuna Baixa de Cassanje, predvodila su dva prethodno nepoznata Angolca, António Mariano i Kulu-Xingu. Tijekom prosvjeda angolski radnici spalili su svoje iskaznice i fizički napali portugalske trgovce u prostorijama tvrtke. Prosvjed je doveo do općeg ustanka, na koji su portugalske vlasti sljedećeg dana odgovorile zračnim napadom na dvadeset sela u tom području, pobivši veliki broj seljana. Dok je Narodni pokret za oslobođenje Angole (MPLA) tvrdio da je zračni napad ubio oko 10 000 ljudi, ali se većina procjena kreće od 400 do čak 7000 ubijenih.

### 15. ožujka
Dana 15. ožujka, dva mjeseca kasnije, União das Populações de Angola (UPA), predvođena Holdenom Robertom, pokrenula je narodnu pobunu u regiji Bakongo u sjevernoj Angoli. Angolski Bantu farmeri i radnici na plantažama kave pridružili su se ustanku i u mahnitom bijesu ubili oko 1000 bijelih Angolaca u nekoliko dana, zajedno s nepoznatim brojem domorodaca. Pobunjenici su spalili plantaže, mostove, vladine objekte i policijske postaje te uništili nekoliko teglenica i trajekata. Slike silovanih i osakaćenih doseljenika razbjesnile su portugalsku javnost, a portugalska vojska pokrenula je protupobunjeničku kampanju tijekom koje su uništile  na desetke sela i ubile oko 20.000 ljudi sve dok ustanak nije ugušen u rujnu 1961. godine.